# Swan Island (Twickenham)
Swan Island (en français, Ile du Cygne) est une petite île privée située dans la Tamise à Twickenham , dans le district londonien de Richmond upon Thames , à Londres. Elle est située en aval de l'écluse de Teddington . 
L'île abrite un chantier naval commercial et également des quais d'amarrage résidentiel pour les bateaux. Elle est reliée à la rive de Twickenham par un petit pont adapté aux véhicules et aux piétons. 